# Lubartów
Lubartów is een stad in het Poolse woiwodschap Lublin, gelegen in de powiat Lubartowski. De oppervlakte bedraagt 13,92 km², het inwonertal 23.010 (2005).

## Verkeer en vervoer
- Station Lubartów